# Kiss Symphony: The DVD
Kiss Symphony: Alive IV — концертный DVD 2003 года, записанный американской рок-группой Kiss исполненный совместно с симфоническим оркестром Мельбурна. Организован он был Дэвидом Кэмпбеллом, который также дирижировал оркестром, и обеспечил гримирование оркестра под Kiss и сам выступал с раскрасом под Джина Симмонса. Это пятый концертный альбом группы, а также первый, записанный на Kiss Records (не считая Sanctuary).

## Об альбоме
До этого, в 2001 Kiss почти выпустили оригинальный Alive IV (включая оригинальный собравшийся состав), но из-за политики лейбла с его контрактами это не состоялось. Даже с выявленной художественной работой и "Rock and Roll All Nite" (из Alive IV) добавленной в Kiss Box Set, альбом был отправлен на полку. Позже группа поменяла лейбл с Universal/Island на Sanctuary Music и издали Alive IV - Kiss Symphony. Тем не менее оригинал Alive IV был выпущен, когда группа реализовала сборник воспоминаний Alive с вошедшими туда альбомами Kiss Alive! 1975-2000 в 2006 . Альбом не назван Alive IV, а ALIVE: The Millennium Concert.
Состав Мельбурнского симфонического оркестра на время концерта был раскрашен в такой же грим, как и у Kiss; при этом они были одеты в смокинги.

## Песни
Концерт состоит из 3 актов. В первом акте Kiss исполняют 6 песен сами. Во втором акте они играют 5 акустических песен совместно с Симфоническим ансамблем Мельбурна. В третьем, самом длинном акте группа играет песни совместно с полным составом австралийского симфонического оркестра. В том числе впервые исполненную вживую «Great Expectations» с участием детского хора.

## Список композиций
Как DVD-концерт в составе двух дисков был записан в концертном зале Telstra Dome в Сиднейе, Австралия, в феврале 2003. Перевыпущен на одном DVD диске в Англии в начале 2006.

### Акт первый
Группа Kiss играет классические песни тяжелого рока в гриме, в своем типичном для 2003 года составе.
| № | Оригинальное название   | Перевод                  | Автор                       | Ведущий вокал |
| - | ----------------------- | ------------------------ | --------------------------- | ------------- |
| 1 | Deuce (песня Kiss)      | Черт                     | Джин Симмонс                | Джин Симмонс  |
| 2 | Strutter                | Задавака                 | Пол Стэнли                  | Пол Стэнли    |
| 3 | Let Me Go, Rock 'n Roll | Отпусти меня, Рок-н-Ролл | Пол Стэнли                  | Джин Симмонс  |
| 4 | Lick It Up              | Оближи                   | Джин Симмонс, Винни Винсент | Пол Стэнли    |
| 5 | Calling Dr. Love        | Звонит Доктор Любовь     | Джин Симмонс                | Джин Симмонс  |
| 6 | Psycho Circus           | Сумасшедший цирк         | Пол Стэнли, Куртис Куомо    | Пол Стэнли    |

### Акт второй
Kiss играют свои самые спокойные песни, баллады, в сопровождении ансамбля, фрагментарно составленного из Мельбурнского Симфонического Оркестра.
| № | Оригинальное название | Перевод             | Автор                     | Ведущий вокал |
| - | --------------------- | ------------------- | ------------------------- | ------------- |
| 1 | Beth                  | Бэт                 | Питер Крисс, Стэн Пенридж | Питер Крисс   |
| 2 | Forever               | Навсегда            | Пол Стэнли, Майкл Болтон  | Пол Стэнли    |
| 3 | Goin' Blind           | Ослепи              | Джин Симмонс              | Джин Симмонс  |
| 4 | Sure Know Something   | Уверен, Что-то Знаю | Пол Стэнли, Винни Понциа  | Пол Стэнли    |
| 5 | Shandi                | Шэнди               | Пол Стэнли, Винни Понциа  | Пол Стэнли    |

### Акт третий
Третий акт представляет собой исполнение группой Kiss своих самых успешных и известных хитов совместно с Симфоническим оркестром Мельбурна. В том числе песня с участием также Мельбурнского хора мальчиков.
| №  | Оригинальное название        | Перевод                     | Автор                                   | Ведущий вокал             |
| -- | ---------------------------- | --------------------------- | --------------------------------------- | ------------------------- |
| 1  | Detroit Rock City            | Детройт — Город Рока        | Пол Стэнли, Боб Эзрин                   | Пол Стэнли                |
| 2  | King of the Night Time World | Король ночного мира         | Стэнли, Эзрин, Ким Фоули, Марк Энтони   | Пол Стэнли                |
| 3  | Do You Love Me               | Ты меня любишь?             | Стэнли, Эзрин, Фоули                    | Пол Стэнли                |
| 4  | Shout It Out Loud            | Крикни это громко           | Стэнли, Симмонс, Эзрин                  | Пол Стэнли & Джин Симмонс |
| 5  | God of Thunder               | Бог Грома                   | Пол Стэнли                              | Джин Симмонс              |
| 6  | Love Gun                     | Оружие Любви                | Пол Стэнли                              | Пол Стэнли                |
| 7  | Black Diamond                | Чёрный Бриллиант            | Пол Стэнли, Питер Крисс                 | Питер Крисс & Пол Стэнли  |
| 8  | Great Expectations           | Большие надежды             | Джин Симмонс, Эзрин                     | Джин Симмонс              |
| 9  | I Was Made For Lovin' You    | Я создан, чтобы любить тебя | Пол Стэнли, Винни Понциа, Дезмонд Чайлд | Пол Стэнли                |
| 10 | Rock and Roll All Nite       | Рок-н-Ролл Всю Ночь         | Пол Стенли, Джин Симмонс                | Пол Стенли, Джин Симмонс  |

## Участники записи
- Пол Стэнли - ритм-гитара, лидирующий вокал
- Джин Симмонс - бас-гитара, лидирующий вокал
- Томми Тайер - лидирующая гитара, бэк-вокал
- Питер Крисс - ударные, лидирующий вокал

совместно с
- Симфонический оркестр Мельбурна
- Продюсер - Mark Opitz